# Louis Nicolardot
Louis Nicolardot, né à Dijon le 28 novembre 1822 et mort à Levallois-Perret le 21 novembre 1888, est un essayiste et critique français.
Louis Nicolardot est né le 28 novembre 1822 à Dijon au domicile de ses parents Faubourg Saint Pierre rue d'Auxonne fils de Jean-Baptiste Nicolardot âgé de 37 ans grainetier et de Anne Fiet âgée de 33 ans sans profession son épouse. Ancien séminariste entouré d’une réputation de parasite, Nicolardot s’était spécialisé dans un genre de littérature anecdotique. Conservateur acharné en littérature, en politique et en religion, il avait Voltaire pour ennemi particulier. Auteur de pamphlets bizarres, qui prenaient le contre-pied de la vérité et défendant des thèses paradoxales, tels que le Ménage et les finances de Voltaire (1854), qui représentaient Voltaire comme un avare et un fripon. Il a aussi publié l’Histoire de la table (1868), livre érudit où il s’ingénie à trouver des rapprochements entre la table et la religion, ainsi que le journal du roi Louis XVI, où ce monarque apparaît un peu court d’idées, deux pamphlets violents contre Sainte-Beuve et Théophile Gautier : les Confessions de Sainte-Beuve et l’Impeccable Théophile Gautier, etc.
Il a aussi collaboré au Nain jaune, à Paris-Journal, et à la Revue du monde catholique.
Cet homme, qui manquait souvent du nécessaire, ne pouvait guère faire fortune et mourut à l’hôpital du Perpétuel-Secours à l’âge de soixante-cinq ans.